# Дробин
Дробин (пол. Drobin)  —  город  в Польше, входит в Мазовецкое воеводство,  Плоцкий повят.  Имеет статус городско-сельской гмины. Занимает площадь 9,64 км². Население — 3016 человек (на 2004 год).